# Georg Wickram
Georg o Jörg Wickram (Colmar, hacia 1505 - Burkheim am Kaiserstuhl, Vogtsburg, hacia 1562) fue un escritor y humanista alsaciano de lengua alemana. Su obra, muy abundante, aborda los géneros más variados: teatro, lírica, novela y relatos.  

## Biografía
Jörg Wickram nació en Colmar hacia 1505. Era hijo natural de una personalidad local que ocupó numerosas veces el puesto de primer magistrado (Stettmeister). Este origen obligó a Jörg Wickram a desempeñar un empleo subalterno como Ratsweibel. En 1546, tras el fallecimiento de su padre, obtuvo el derecho de ciudadanía. En 1555 abandonó Colmar hacia Burkheim-en-Brisgau, donde fue nombrado síndico. Firmaba entonces «Jörg Wickram, Stadtschreiber zu Burckhaim». Sus actividades fueron muy diversas: un documento de 1558 lo menciona como pintor. En una carta de 1543, Beatus Rhenanus lo menciona como librero. Por 1530 Wickram escribía para el teatro y en 1545 publicó una traducción de las Metamorfosis de Ovidio. 
Fundó en Colmar une escuela de maestros cantores y se atrajo una gran reputación de Meistersinger: se le llamaba el «Hans Sachs del trono imperial». Pero es en el dominio novelístico en el que Wickram se mostró más original: se liberó de los modelos franceses y medievales y se ingenió una escritura adpatada al gusto de la nueva burguesía, de forma que cosechó grandes éxitos con dos obras de entretenimiento: el Losbuch, antología o miscelánea de sentencias humorísticas (1539) y el famoso Rollwagenbüchlin, una colección de novelas al estilo de las de Giovanni Boccaccio (1555).
La fecha exacta de su fallecimiento es desconocida. Una edición de su drama Tobie ("Tobías") aparecida en 1562 afirma que ya había fallecido. A lo menos una calle de Colmar y otra de Turckheim llevan su nombre.

### Ediciones alemanas
Dos ediciones alemanas modernas permiten acceder a la obra completa de Wickram: ocho volúmenes editados por Johannes Bolte en Tubinga (1901-1906) y reeditados en Nueva York en 1974 y trece volúmenes editados por Hans-Gert Roloff en Berlín y Nueva York entre 1967 a 1990. 
La lista de volúmenes de la edición Roloff es la siguiente: 
- Ritter Galmy, 1967
- Gabriotto und Reinhart, 1967
- Knaben Spiegel. Dialog vom ungeratnen Sohn, 1968
- Vom guoten und boesen Nachbaurn, 1969
- Der Goldtfaden, 1968
- Der irr reitend Pilger, 1972
- Das Rollwagenbüchlein, 1973
- Die sieben Hauptlaster, 1972
- Der verlorene Sohn. Tobias, 1971
- Apostelspiel. Knaben Spiegel, 1968
- Ovids Metamorphosen, 1990